# Брецо ди Бедеро
Брецо ди Бедеро (итал. Brezzo di Bedero) је насеље у Италији у округу Варезе, региону Ломбардија.
Према процени из 2011. у насељу је живело 950 становника. Насеље се налази на надморској висини од 344 м.

## Становништво
| 1931. | 1936. | 1951. | 1961. | 1971. | 1981. | 1991. | 2001. | 2011. |
| ----- | ----- | ----- | ----- | ----- | ----- | ----- | ----- | ----- |
| 729   | 733   | 725   | 683   | 716   | 829   | 820   | 950   | 1.185 |